# Лонсдейл, Кэтлин
Кэ́тлин Лонсде́йл (англ. Kathleen Lonsdale, урожд. Ярдли (Yardley); 28 января 1903 — 1 апреля 1971) — ирландский кристаллограф, была одним из первых исследователей в области рентгеновской кристаллографии, занималась изучением пространственной конфигурации различных органических и неорганических молекул. В 1929 году доказала, что бензольное кольцо является плоским, при исследовании структуры гексаметилбензола методами рентгеновской дифракции. Она была первой, кто использовал преобразование Фурье для объяснения структуры гексахлорбензола в 1931 году. За свою карьеру она достигла несколько первых результатов среди женщин-учёных, в том числе была одной из двух первых женщин, избранных членами Королевского сообщества в 1945 году (вместе с Марджори Стивенсон), первой женщиной-профессором Университетского колледжа Лондона, первой женщиной-президентом Международного союза кристаллографии и первой женщиной-президентом Британской научной ассоциации.

## Ранние годы и образование
Кэтлин Лонсдейл родилась 28 января 1903 года в небольшом городе Ньюбридж в графстве Килдэр, Ирландия. Она была десятым ребёнком в семье городского почтмейстера Гарри Ярдли и Джесси Кэмерон. Когда ей было 5 лет, её семья переехала в графство Эссекс в Англии. Она обучалась в средней школе округа Вудфорд для девочек, а затем перевелась в среднюю школу округа Илфорд для мальчиков ради изучения математики и естественных наук, поскольку в школе для девочек эти предметы не преподавались. В 16 лет она поступила в Бедфордский колледж для женщин в Лондоне, где получила степень бакалавра естественных наук в 1922 г. В 1924 г. получила степень магистра физических наук в Университетском колледже Лондона. Среди её экзаменаторов был У. Г. Брэгг, нобелевский лауреат по физике 1915 г., который, заметив выдающиеся академические способности Кэтлин, пригласил её работать над изучением кристаллической структуры органических соединений посредством рентгеновской кристаллографии. Позже Лонсдейл писала о нём:

«Он вдохновлял меня своей любовью к чистой науке и восторженным духом исследования, но в то же время он давал мне свободу, чтобы я могла следовать по своему собственному научному пути»— 

## Карьера и исследования
К. Лонсдейл сотрудничала с У. Брэггом с 1922 г., сначала в Университетском колледже Лондона. Её магистерская диссертация была связана с изучением структуры янтарной кислоты и подобных ей соединений. Завершив исследования, в 1924 г. она опубликовала статью в соавторстве с коллегой У. Брэгга Томасом Этсбери. Публикация содержала, в том числе, элементы теории пространственных групп, включая математическое описание симметрии кристаллов. Затем, в 1924 г. она присоединилась к группе кристаллографии во главе с У. Брэггом в Королевском институте, и работала там до 1927 г. В августе 1927 г. она вышла замуж и уехала с мужем из Лондона в Лидс. Там Лонсдейл продолжила свою работу в Университете Лидса. Предметом её изучения была структура гексаметилбензола. В 1929 г. она доказала, что он имеет плоскую форму, что шло вразрез с убеждениями Брэгга — он считал, гексаметилбензол является как бы «сморщенным», но, несмотря на это, он поддержал теорию Кэтлин. Это открытие вызвало широкий отклик в научном сообществе. Коллега У.Брэгга, профессор К. Н. Трублад говорил:

«Ее экспериментальное определение структуры бензольного кольца методом рентгеновской дифракции, которое показало, что все связи С-С в кольце имеют одинаковую длину и все внутренние углы связи С-С-С равны 120 градусов, оказало огромное влияние на органическую химию» — 
В 1930 г. Лонсдейлы вернулись в Лондон. В период с 1929 г. по 1934 г. Лонсдейл уделяла большую часть времени воспитанию своих трёх детей. Работая дома, она разрабатывала таблицы структурных факторов пространственных групп, которые опубликовала в 1936 г. в своём труде «Упрощённые структурные факторы и формулы электронной плотности для 230 пространственных групп математической кристаллографии»; эти таблицы используются кристаллографами и в настоящее время. Также, она занималась редакцией Международных таблиц рентгеновской кристаллографии (1935 г.). В 1934 г. Лонсдейл вернулась к работе с Брэггом в Королевском институте в качестве исследователя. В то время были трудности с рентгеновским оборудованием, однако Кэтлин продолжила исследования с помощью электромагнита. Она подтвердила существование молекулярных орбиталей, экспериментально установив разницу между сигма- и пи- орбиталями. В процессе работы Лонсдейл обратила внимание на тепловые колебания атомов кристаллической решётки, она сделала вывод, что с помощью расходящихся рентгеновских лучей можно измерять расстояние между атомами углерода.
Ей была присуждена степень доктора наук в 1936 г. Университетским колледжем Лондона в Королевском институте. Помимо изучения структуры бензола и гексасметилбензола Лонсдейл также работала над синтезом алмазов. Она была одним из первых, кто использовал рентгеновские лучи для изучения кристаллов. В 1945 г. К.Лонсдейл стала одной из первых женщин, включённых в Королевское сообщество (вместе с биохимиком Маджорией Стивенсон).
В 1946 г. она стала работать в Университетском колледже Лондона. В 1949 г. стала профессором химии и заведующей кафедрой кристаллографии в этом колледже.
Лонсдейл занималась многими проблемами кристаллографии: например, она изучала структуры алмазов и минералов при высоких температурах и давлении в сотрудничестве с южноафриканской учёной Джудит Гренвилл-Уэллс (Милледж) с 1949 г.
В 1960-х годах она пыталась понять природу мочевых камней в организме человека. В качестве демонстрационного материала на лекциях Кэтлин показывала рентгеновский снимок камня мочевого пузыря французского императора Наполеона III.
Она была первой штатной женщиной-профессором в Университетском колледже Лондона, Лонсдейл занимала эту должность до 1968 г., получив звание «почётный профессор в отставке».
Её подруга и современница, нобелевский лауреат по химии 1964 г., Дороти Ходжкин, вспоминала:

«Такое чувство, что она владела всей кристаллографией в свое время»— 

### Избранные публикации
- Упрощённый структурный фактор и формулы электронной плотности для 230 пространственных групп математической кристаллографии, G. Bell & Sons, Лондон, 1936.
- Расходящиеся пучки рентгеновской фотографии кристаллов, философские труды Королевского общества 240A: 219 , 1947.
- Кристаллы и рентгеновские лучи, G. Bell & Sons, London, 1948.
- Квакеры посещают Россию, 1952.
- Устранение причин войны, 1953.
- Возможен ли мир?, 1957.
- Дальше имя Твоё: жизнь и деятельность Годфри Моуэтта, 1959[20].

## Наследие и награды
- В 1956 г. она стала женщиной-командором Ордена Британской империи[21].
- В 1966 г. она была избрана первой женщиной-президентом Международного союза кристаллографов[21].
- В 1967 г. она занималась деятельностью, связанной со стимулированием молодых людей к занятию наукой, она была избрана первой женщиной-президентом Британской ассоциации содействия развитию науки[6].
- Есть здания, названные в её честь в Университетским колледжем Лондона, в Университете Лимерика[22] и Городском университете Дублина[23].
- В 1969 году Университет Бата присвоил ей почётную степень доктора наук[24].
- В её честь был назван лонсдейлит — аллотропная форма углерода (это редкая очень твердая форма алмаза, обнаруженная в метеоритах)[25][26].

## Личная жизнь
В августе 1927 г. Кэтлин Ярдли вышла замуж за Томаса Джексона Лонсдейла. У них было трое детей — Джейн, Нэнси и Стефан. Стефан стал врачом и работал несколько лет в Ньясаленде (сейчас Малави).

### Пацифизм

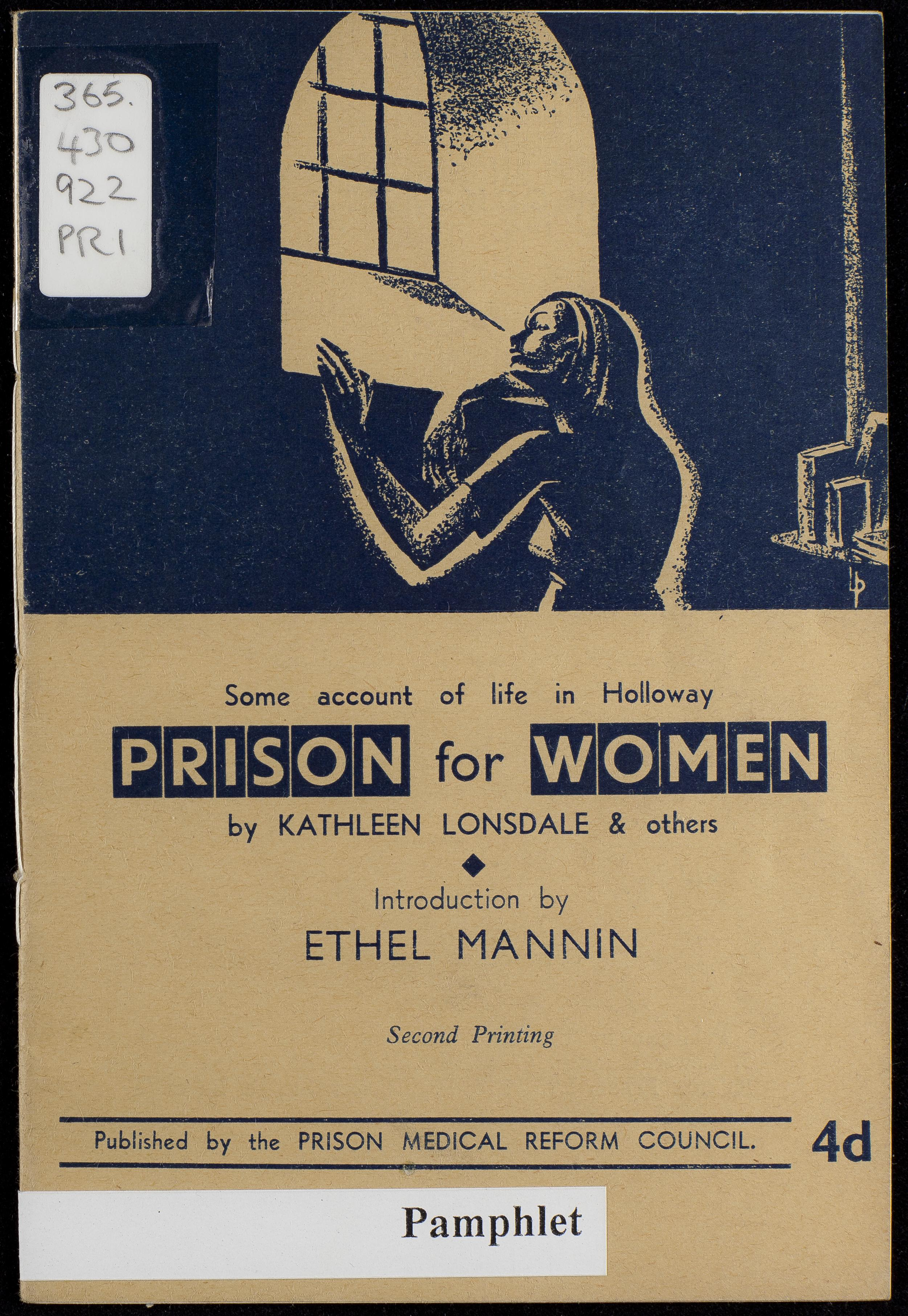
Брошюра, написанная Кэтлин Лонсдейл о тюремной реформе в 1943 г.

Хотя Лонсдейл воспитывалась в баптистской семье, она стала квакером вместе с мужем в 1935 г. Они уже были приверженцами пацифистов, и по этой причине были привлечены к квакеризму. Лонсдейл была спонсором Союза залога мира. Она служила месяц в тюрьме Холлоуэй во время Второй мировой войны, потому что она отказалась регистрироваться для выполнения обязанностей по гражданской обороне или выплатить штраф за отказ. За это время она испытала ряд трудностей, которые, привели к тому, что Лонсдейл стала активистом тюремной реформы и присоединилась к Говардской лиге за уголовную реформу.

То, к чему я не была готова, было всеобщим безумием правительственной системы, в которой на словах поддерживается идея об отделении и идеале реформы, когда на практике возможности для порчи и заразительности бесчисленны, а тех, кто были бы ответственны за перевоспитание, практически нет.
— 
В 1953 г. на ежегодной встрече британских квакеров она выступила с докладом «Устранение причин войны». Как самопровозглашенный христианский пацифист, она писала о мирном диалоге и была назначена первым секретарём Совета церквей архиепископом Кентербери Уильямом Темплом.

### Смерть
Лонсдейл умерла 1 апреля 1971 года в возрасте 68 лет от анапластического рака неизвестного происхождения.